# Hercule (1836)
Pour les articles homonymes, voir Hercules.
L'Hercule est un vaisseau de ligne de la marine française de 100 canons. Lancé en 1836, il participa aux campagnes françaises en Algérie et fut rayé de la marine en 1860. Il continua à servir comme ponton et fut démantelé en 1882.

## Historique

### Contexte
Après 1815, la flotte française reposait sur des vaisseaux vieillissants, incitant à une modernisation. La Commission de Paris, créée en 1821 sous la direction de Jacques-Noël Sané, proposa des plans pour des navires de guerre modernes, notamment des trois-ponts de 120 canons et des deux-ponts de 90 et 100 canons. Entre 1827 et 1849, plusieurs de ces navires furent construits, mais peu furent achevés, car la Marine continuait d'utiliser des modèles napoléoniens, tout en s'adaptant lentement aux nouvelles technologies comme la propulsion à vapeur et les obus explosifs. L'Hercule, lancé à Toulon en 1836, fut le premier vaisseau de 100 canons construit selon ces plans, incarnant cet effort de modernisation malgré les défis de l'époque.

### Les débuts du navire
Commandé par Joseph Grégoire Casy, Hercule fournit en octobre 1837 une équipe de débarquement, dont François d'Orléans, prince de Joinville, pour aider à la campagne française de prise de la ville de Constantine à Ahmed Bey ben Mohamed Chérif, mais ils arrivent 4 jours après la chute de la ville. Une croisière de 10 mois en Afrique de l'Ouest, en Amérique du Sud, aux Caraïbes et aux États-Unis suit, et le navire rentre à Brest le 11 juillet 1838.

### Retour en Méditerranée
À partir de 1839, il est affecté à l'escadre de la Méditerranée, sous les ordres du capitaine Fauré. En 1842, il est transféré au Moyen-Orient. En octobre 1850, il est envoyé à Brest pour une remise en état. Son armement est complété par des canons Paixhans.

### Retraite et fin du navire
En 1860, il est rayé des listes de la marine. À partir de ce moment, il est utilisé comme navire de soutien. Il est utilisé comme prison à partir de 1875 à Brest et démantelé en 1882.